# آگنیشکا اوشیتسکا
آگنیشکا اوشیتسکا (لهستانی: Agnieszka Osiecka؛ ۹ اکتبر ۱۹۳۶ – ۷ مارس ۱۹۹۷) شاعر، نویسنده، ترانه‌سرا، فیلم‌نامه‌نویس، کارگردان فیلم و روزنامه‌نگار اهل لهستان بود.
او یک ترانه‌سرای برجسته بود که بالغ بر ۲۰۰۰ ترانه و تصنیف نوشت و امروزه یکی از نمادهای فرهنگ لهستان محسوب می‌شود.